# 南翔站 (京沪铁路)
南翔站位于中华人民共和国上海市嘉定区南翔镇火车站路，是上海铁路局下属车站。南翔站距上海市区有16公里，主要用于停放、编组和维护保养车辆；办理路料、轿车、五定班列货物发到，专用线整车发到业务；是上海铁路枢纽的心脏。编组站为三级五场规模，一共占地近2平方公里。在南翔编组站旁，还有南翔动车运用所。每天亦有来往上海站和封浜站的职工通勤车经停南翔站。

## 历史

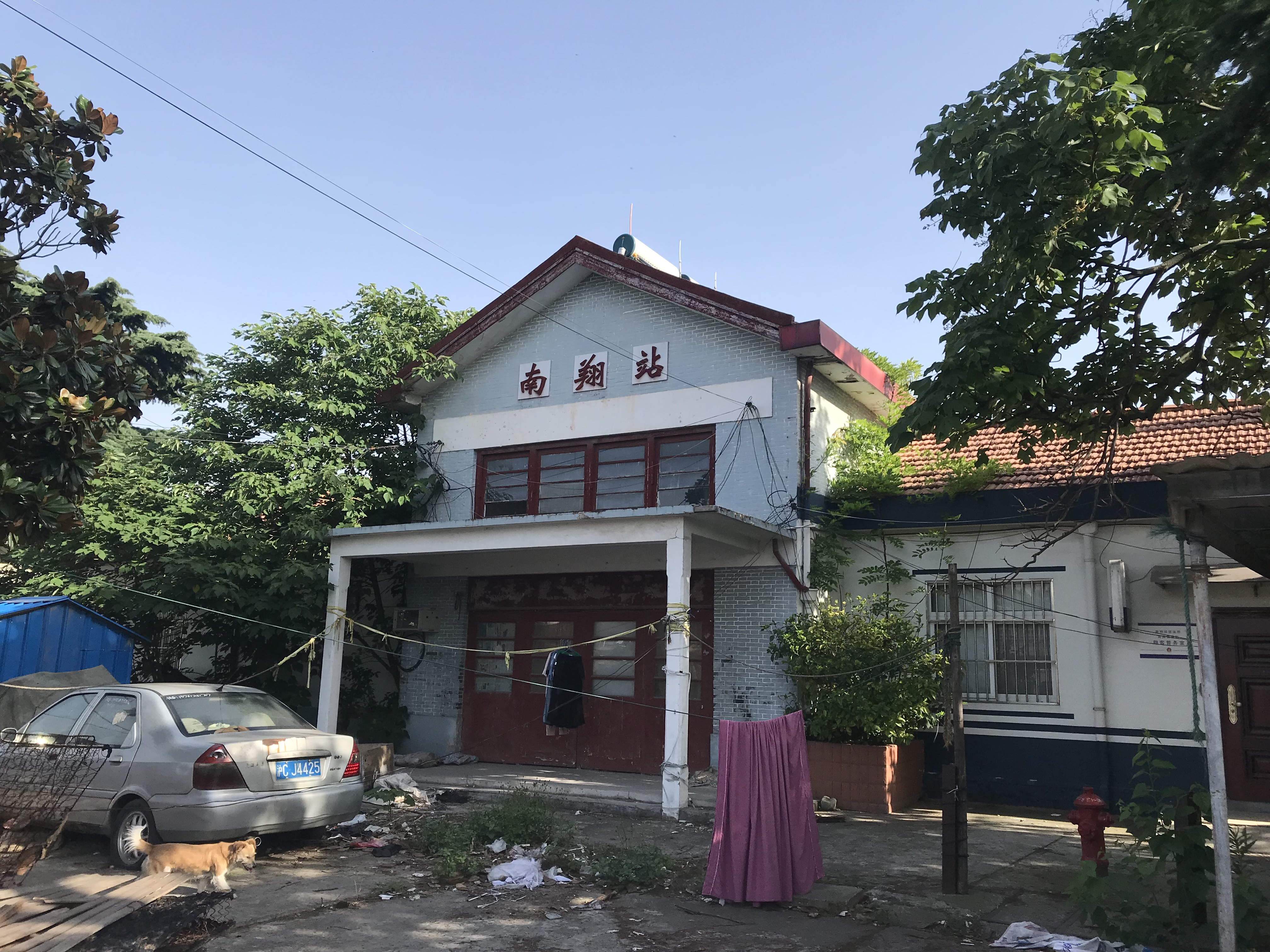
原客运站房

南翔编组站原来只是一个客运站，于1905年建成，设由两条股道，办理少量客运业务。前一站为真如站，后一站为黄渡站。车站分别在1931年1月、1937年8月和1949年5月遭到轰炸而损毁。
而由于南翔站位于当时的沪宁线（今京沪线）和沪杭线（今沪昆线）的交汇处，拥有得天独厚的交通位置，对承担车辆编组作业十分有利。因此铁道部于1956年与上海市政府达成协议，将南翔镇火车站路附近的一片土地改建为上海铁路局的枢纽编组站。1958年5月，南翔编组站的土方工程正式动工；1959年10月建成了两座简易驼峰和东区信号楼，将驼峰的人工道岔改为电气机械操纵道岔，开始承担部分货列的解编任务。后续工程由于经济原因停工。上海初步形成以南翔、新龙华两个编组站分担北、南两区的列车编解作业格局。
1968年南京长江大桥通车后导致的货运量激增使得既有上海铁路枢纽编解能力益趋紧张，原先搁置的南翔站的扩建工程再次上马。工程主要修建了17.5轨的下行编组场以及其驼峰，其中14.5股于1970年10月投产，另3股于1976年投入使用。随后车站开始了半自动化控制的科研工作，南翔站于1983年3月建成全中国铁路第一座自动化编组场全点式（全减速器）计算机实时控制自动化驼峰。
1989年南翔站开始下行系统和上行系统的扩建工程。工程包括新建下行出发场、新建上行到达场、改建原上行场为上行编发场等工程。其中下行出发场工程于1991年10月竣工投产；上行系统改建工程于1993年10月投入运营。
此后，南翔编组站不断扩编，同时这里还有电化铁路局的南翔维管段。南翔站目前已不办理客车停靠业务，已经完成建设的沪宁城际铁路列车全部停靠南翔北站。根据相应规划，南翔编组站的编组功能将外迁。

## 车站结构
南翔站为双向三级五场编组站，分为上行、下行两个系统。

### 下行系统
南翔站下行系统为三级三场，主要承担京沪铁路、沪昆铁路货运列车的到达和解体作业，以及上海枢纽、沪昆铁路小运转货运列车的编组、始发作业。
南翔站下行到达场又称南翔I场，位于编组站最西端，设有10条到发线，西侧接入封黄联络线连接京沪铁路黄渡站和沪昆铁路封浜站。原先京沪铁路下行列车进场时需切割正线，严重影响线路的正常运输。因此上海铁路局于1987年提出修建黄渡铁路立交桥，连接黄渡站和南翔下行到达场，使京沪线的下行列车与进入南编下行到达场的货物列车不再有平面交叉的矛盾。铁路桥于1990年5月1日正式开工，1991年12月全面建成，同年12月24日举行开通典礼。
南翔站下行编组场又称南翔III场，位于下行出发场以东，设有25条股道，配备4台调车机车；下行出发场又称为南翔V场，位于下行编组场东端南侧，于1991年投入使用。下行出发场设有8条到发线，可直接发向京沪、沪昆、南何方向的列车。

### 上行系统
南翔站上行系统为二级二场，主要承担上海枢纽小运转货运列车、部分沪昆铁路货车的到达、解体，以及京沪铁路货运列车的编组、始发作业。
南翔站上行到达场又称为南翔II场，位于上行编发场东侧，位于编组场最东端，设有8条到发线；上行编发场又称为南翔IV场，位于下行出发场北侧，下行编组场东北侧，上行到达场西侧；设有23股线路和机械化驼峰1座，配备2台调机。

### 其它设施
南翔编组场北侧为京沪铁路正线，正线上设有南翔客场和翔东线路所与编组场内站场连接。南翔客场即南翔站最初的站址，为二台四线。站内设有客运设施、站台和地下通道，曾经办理客运业务；南侧为沪昆铁路正线，通过翔南所、翔西所与编组场内站场连接。
南翔站的部分站场设有通往上海铁程经济发展有限责任公司、上海铁路机车车辆配件供应段、上海铁路局杭州北车辆段和上海铁路局上海机务段南翔整备车间的专用线，运送工机、焦炭、钢铁等物资。

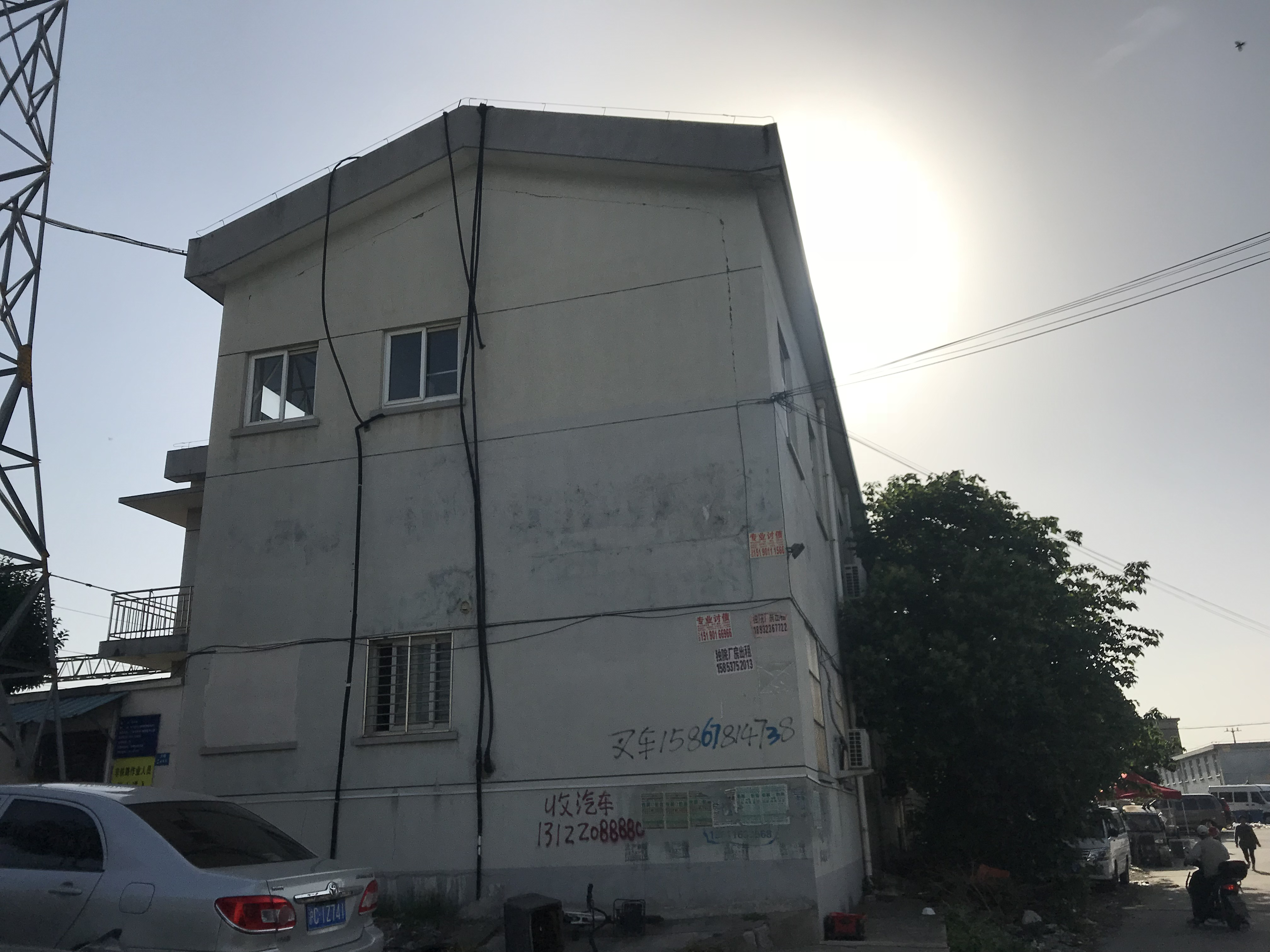
客场行车室
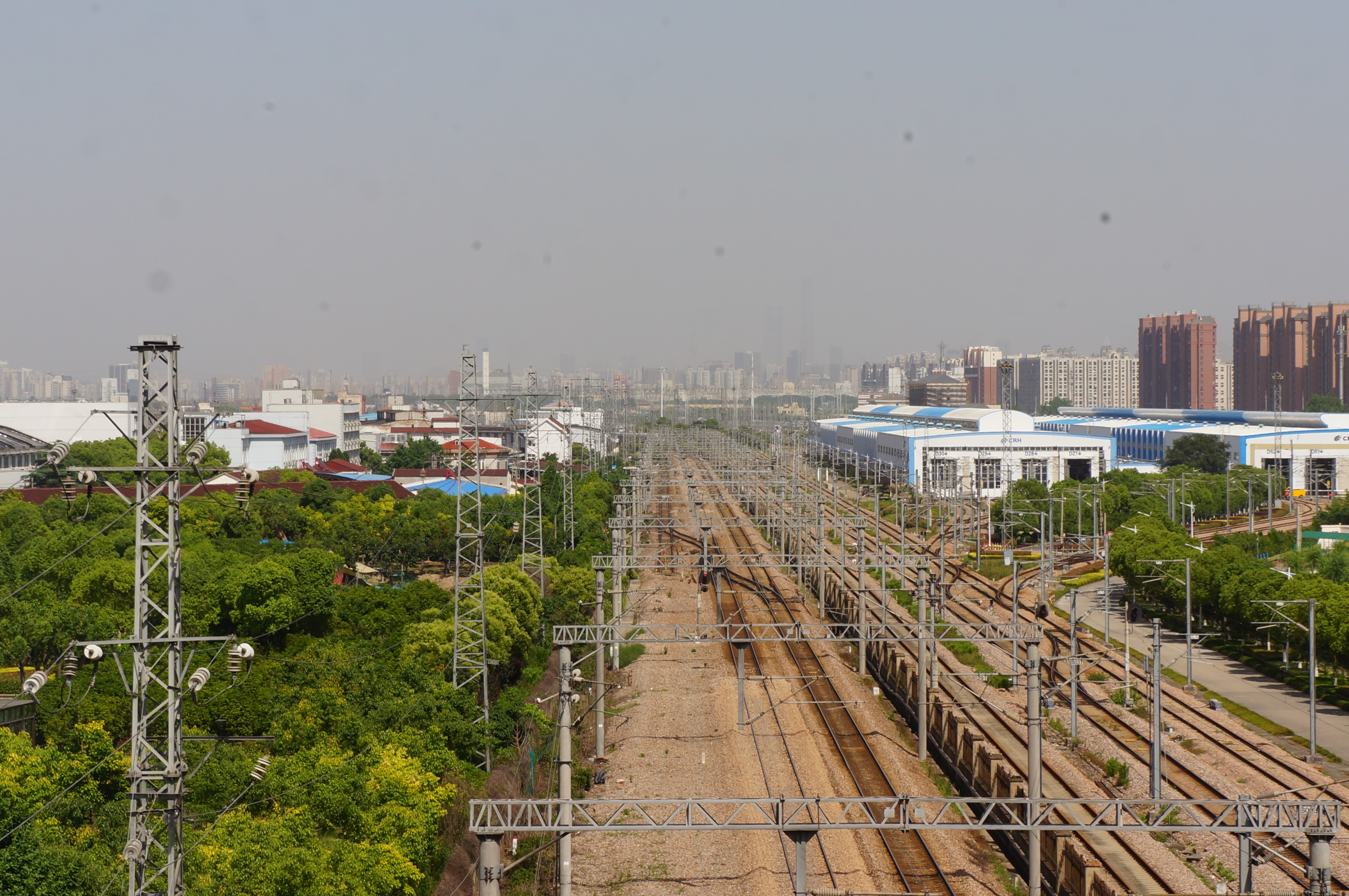
翔南所
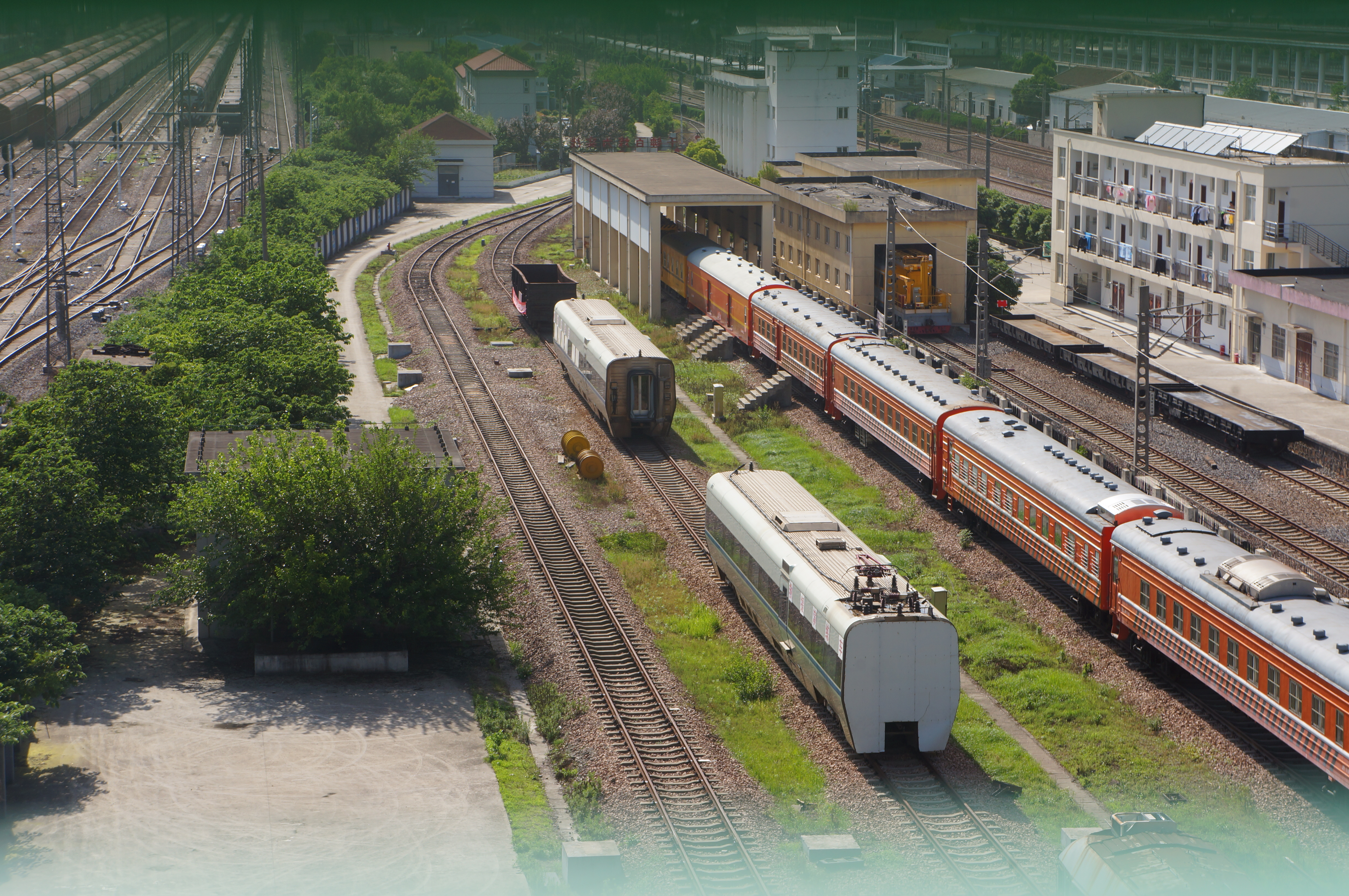
上海铁路救援中心
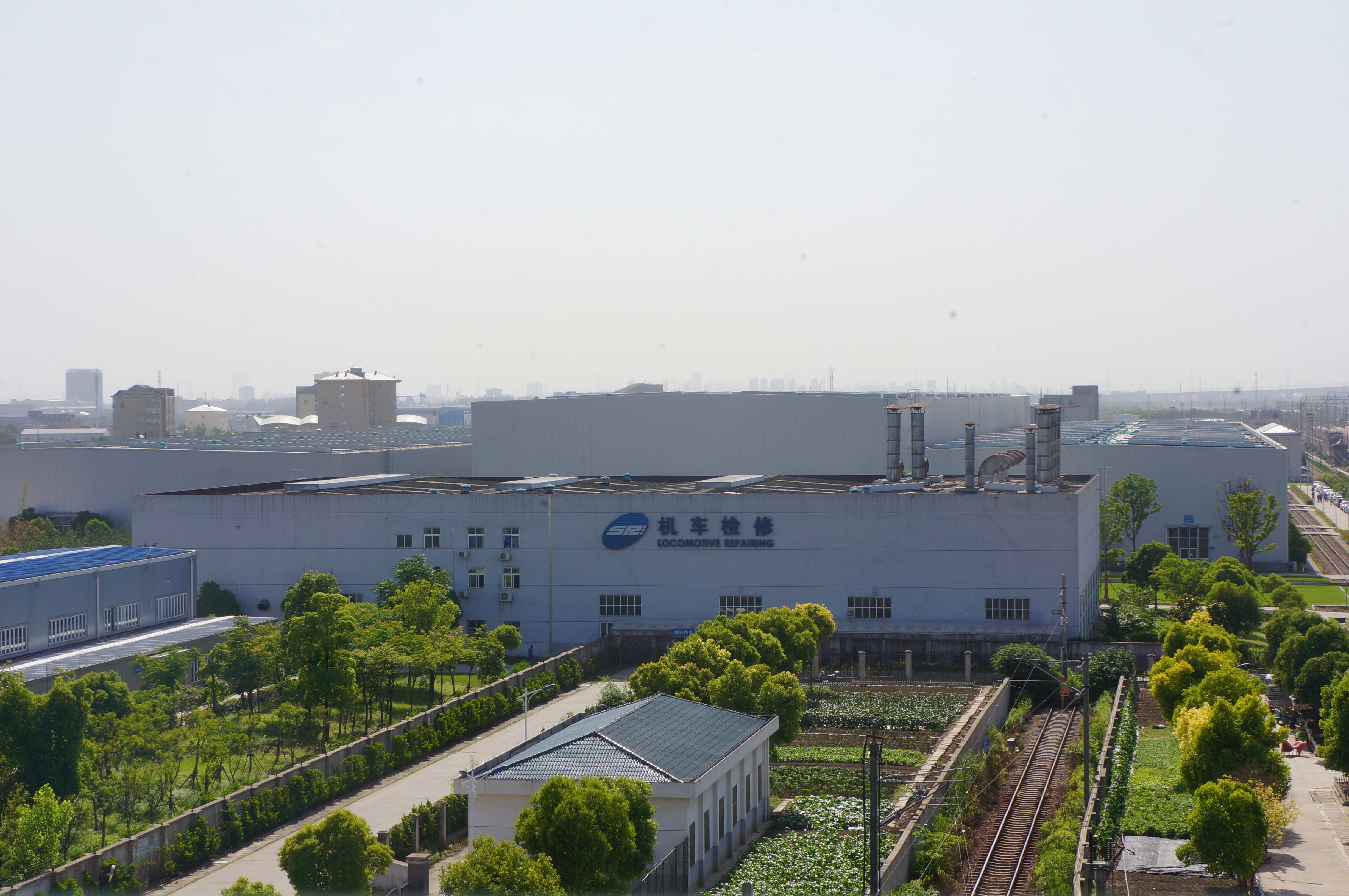
上海大功率机车检修基地
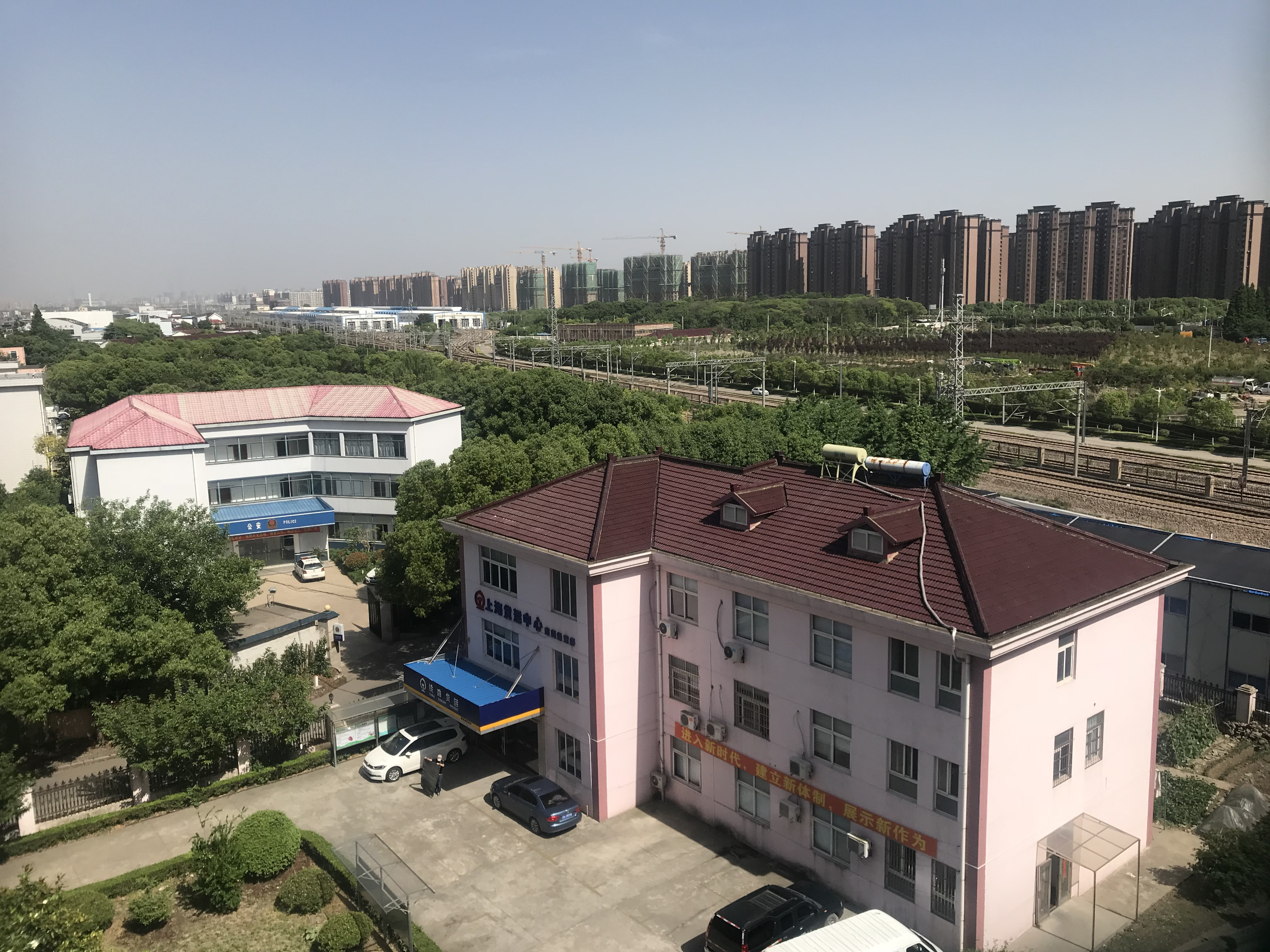
货运中心大楼

## 下辖车站

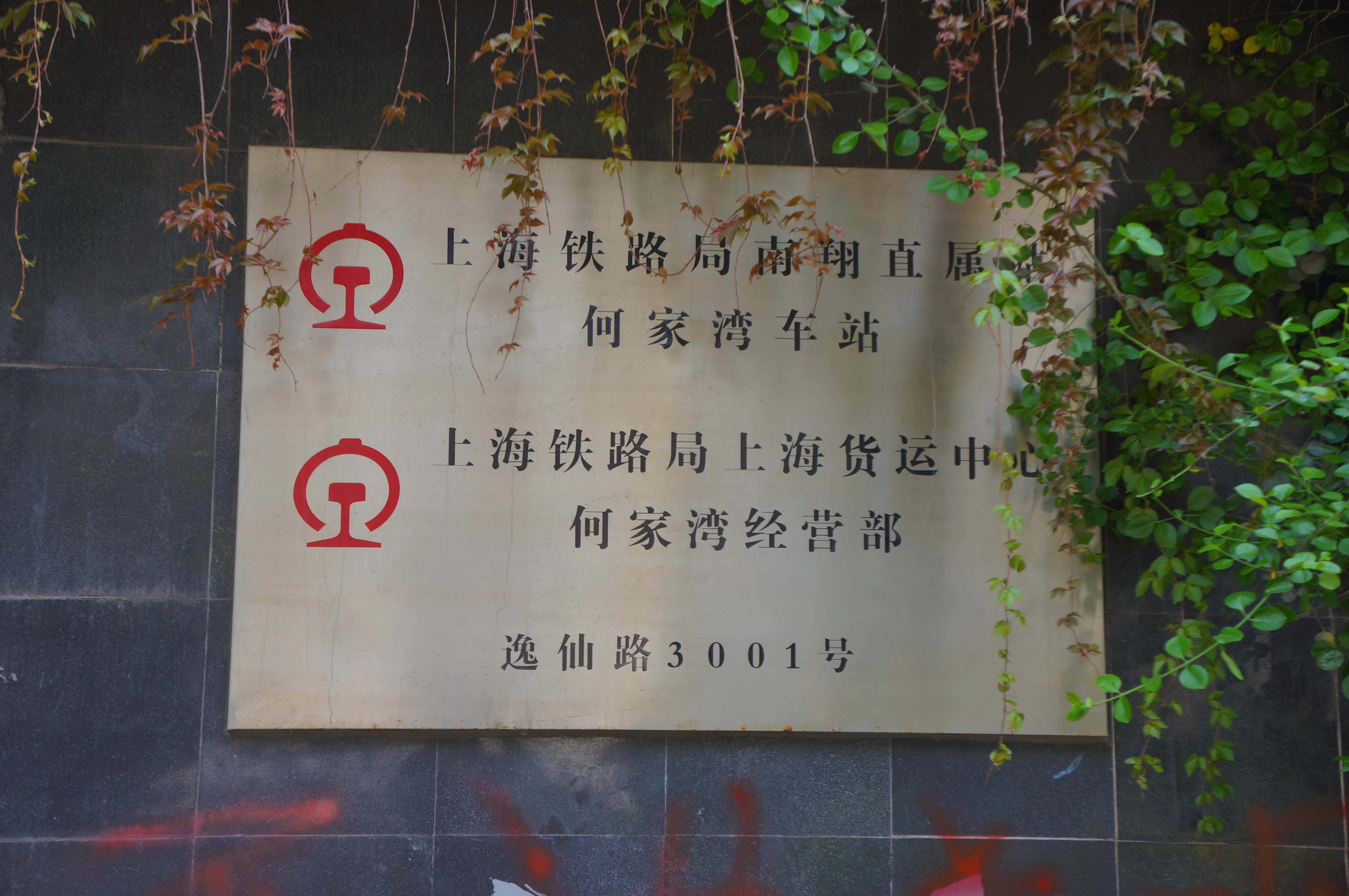
南翔直属站下辖的何家湾站站牌

南翔直属站是上海铁路局的直属车站，原管辖五场、四站、四所。2010年原南翔直属站与闵行直属站和北郊直属站合并，成为现在的南翔直属站，2011年3月原由苏州直属站管辖的安亭和黄渡站并入。截至2024年8月，南翔直属站管辖上海铁路枢纽南何铁路、北杨铁路、新闵铁路、浦东铁路、金山铁路、京沪铁路干线和沪昆铁路干线的上海段和嘉善段共32个车站。
南翔直属站现管理以下车站：
- 南翔站
- 京沪铁路：安亭站、黄渡站、江桥镇站
- 沪昆铁路：封浜站、七宝站、李家塘站、新龙华站、莘庄站、春申站、新桥站、石湖荡站、枫泾站、嘉善站
- 金山铁路：车墩站、叶榭站、亭林站、金山园区站、金山卫站、金山卫西站
- 浦东铁路：漕泾站、海湾站、四团站、芦潮港站
- 新闵铁路：闵行站
- 南何铁路、北杨铁路：桃浦站、北郊站、张庙站、杨行站、何家湾站、殷行站、杨浦站、江湾站

## 车站周边
- 南翔北站
- 南翔动车运用所